# Ардженто, Дарио
Да́рио Ардже́нто (итал. Dario Argento; род. 7 сентября 1940, Рим, Италия) — итальянский кинорежиссёр, сценарист, продюсер и композитор. Наиболее известен работой в жанре  джалло. Ардженто оказал особое влияние на фильмы ужасов, в особенности на жанр слэшер. Автор многих культовых фильмов-джалло таких как: «Суспирия», «Кроваво-красное», «Птица с хрустальным оперением», «Феномен», «Дрожь», «Инферно» и т.д.
Также Ардженто писал сценарии и продюсировал другие фильмы: «Однажды на Диком Западе», «Рассвет мертвецов», «Собор» и «Демоны».

## Биография
Дарио Ардженто родился 7 сентября 1940 года в Риме. Отцом Дарио был кинопродюсер Сальваторе Ардженто, который внёс значительный вклад в итальянский кинематограф послевоенного периода, а дядей — Клаудио Ардженто, сценарист и продюсер. Кинокарьера Ардженто началась в ежедневной римской газете «Paese Sera», где он работал в качестве кинокритика. В 1968 году он написал первые сценарии для фильмов, это были спагетти-вестерны. В том числе Ардженто для известного фильма Однажды на Диком Западе написал вступительные сцены, а также сцены «воспоминаний», был также помощником режиссёра Серджо Леоне. Его следующий сценарий к фильму «Один вечер за обедом» привлёк внимание Гоффредо Ломбардо, который возглавлял кинокомпанию «Титанус». В результате Ардженто в течение двух лет написал 12 сценариев для различных фильмов кинокомпании.
В 1970 году появляется первый джалло Ардженто — «Птица с хрустальным оперением». Продюсированием фильма занималась компания его отца. Выход этого фильма сделал Ардженто известным как в Италии, так и за её пределами. Впоследствии, снимая многочисленные джалло, он получил прозвище «Висконти насилия». В 1971 и 1972 годах вышли «Кот с девятью хвостами» и «Четыре мухи на сером вельвете». Эти его три фильма обычно объединяют в «животную» трилогию. В 1972 году он участвовал в создании телесериала для итальянского телевидения под названием «Дверь во тьму» (итал. La porta sul buio), где выступил в качестве режиссёра и сценариста для двух новелл — «Свидетельница» (итал. Testimone oculare) и «Трамвай» (итал. Il Tram). В 1973 году вышел его новый фильм — «Пять дней Милана», в котором одну из ролей исполнил Адриано Челентано. Фильм не демонстрировался за пределами Италии и Франции и имел оттенок чёрного юмора. Фильм провалился в прокате. В 1975 году у Ардженто родилась дочь — Азия Ардженто, она также пошла по ниве кинематографа. В 1983 году Сальваторе Ардженто ушёл из кинематографа, оставив сыновьям DAC Film Company.

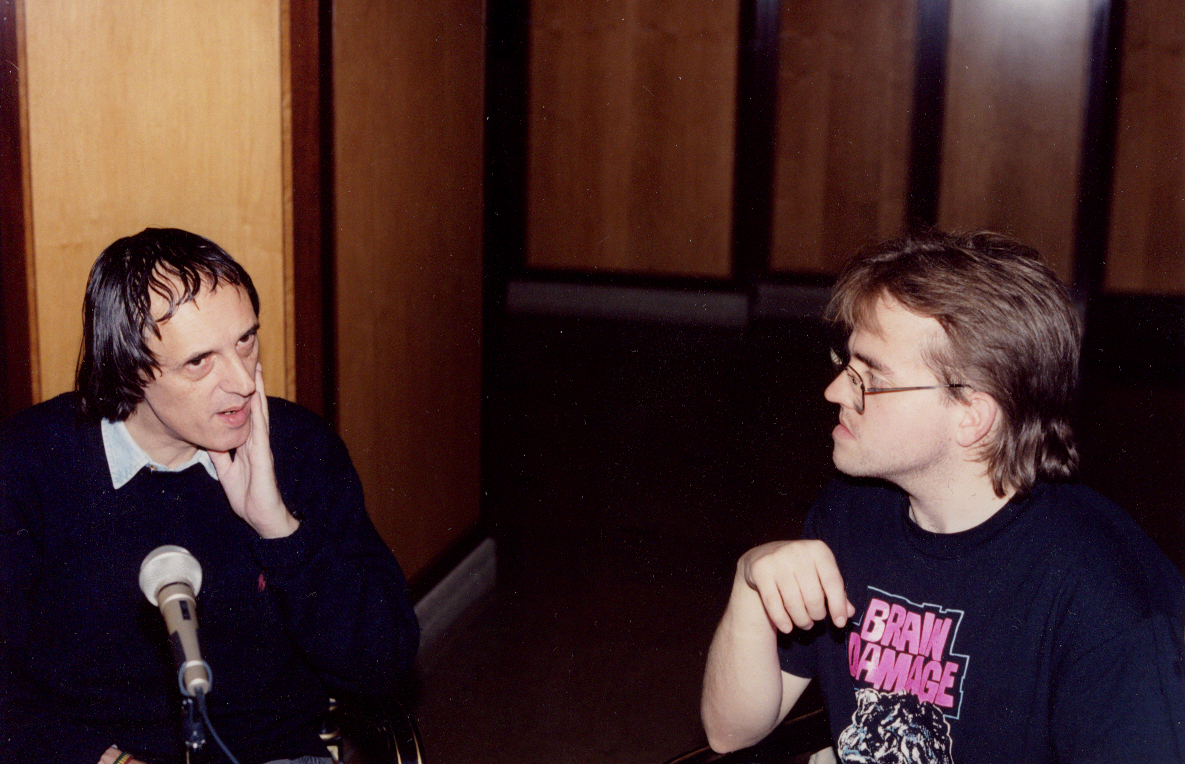
Дарио Ардженто (слева) на фестивале фантастических фильмов в Монреале, 1994 год

В 1985 году вышел «один из самых личных», по словам Ардженто, фильм — «Феномен». Фильм вызвал множество отзывов, причём как восторженных, так и гневных и осуждающих. Этот фильм стал первым для Ардженто фильмом на английском языке, разные его версии были порезаны от 10 до 30 минут. В фильме приняла участие старшая дочь режиссёра — Фиоре Ардженто. В 1987 году Ардженто был задействован на телевидении, являясь одним из создателей проекта «Джалло». Также он участвовал в создании рекламных роликов. В этом же году вышел его фильм «Ужас в опере», который так же, как и многие его фильмы, подвергся цензуре и урезаниям. Кроме того, Ардженто в 1987 году участвовал в показе мод дома Труссарди. Для этого он поставил получасовое шоу под музыку Пино Донаджио из фильма Брайана Де Пальмы «Подставное тело», в котором на подиуме симулировалось убийство манекенщицы. Шоу стало сенсацией ввиду его показа в прайм-тайм по итальянскому телевидению.
В 1990 году Ардженто сотрудничал с Джорджем Ромеро, срежиссировав одну из новелл фильма «Два злобных взгляда». В 1993 году вышел снятый в США фильм «Травма», в котором сыграли обе дочери режиссёра. В 1994 году состоялся Второй международный фестиваль фантастического кино в Монреале, где Ардженто получил премию за «Достижения всей жизни». В 1996 году вышел «Синдром Стендаля» с Азией Ардженто в главной роли. После выхода следующего фильма «Призрак оперы» интерес к его произведениям спал, по большому счёту из-за неоправданных ожиданий в отношении этого фильма.

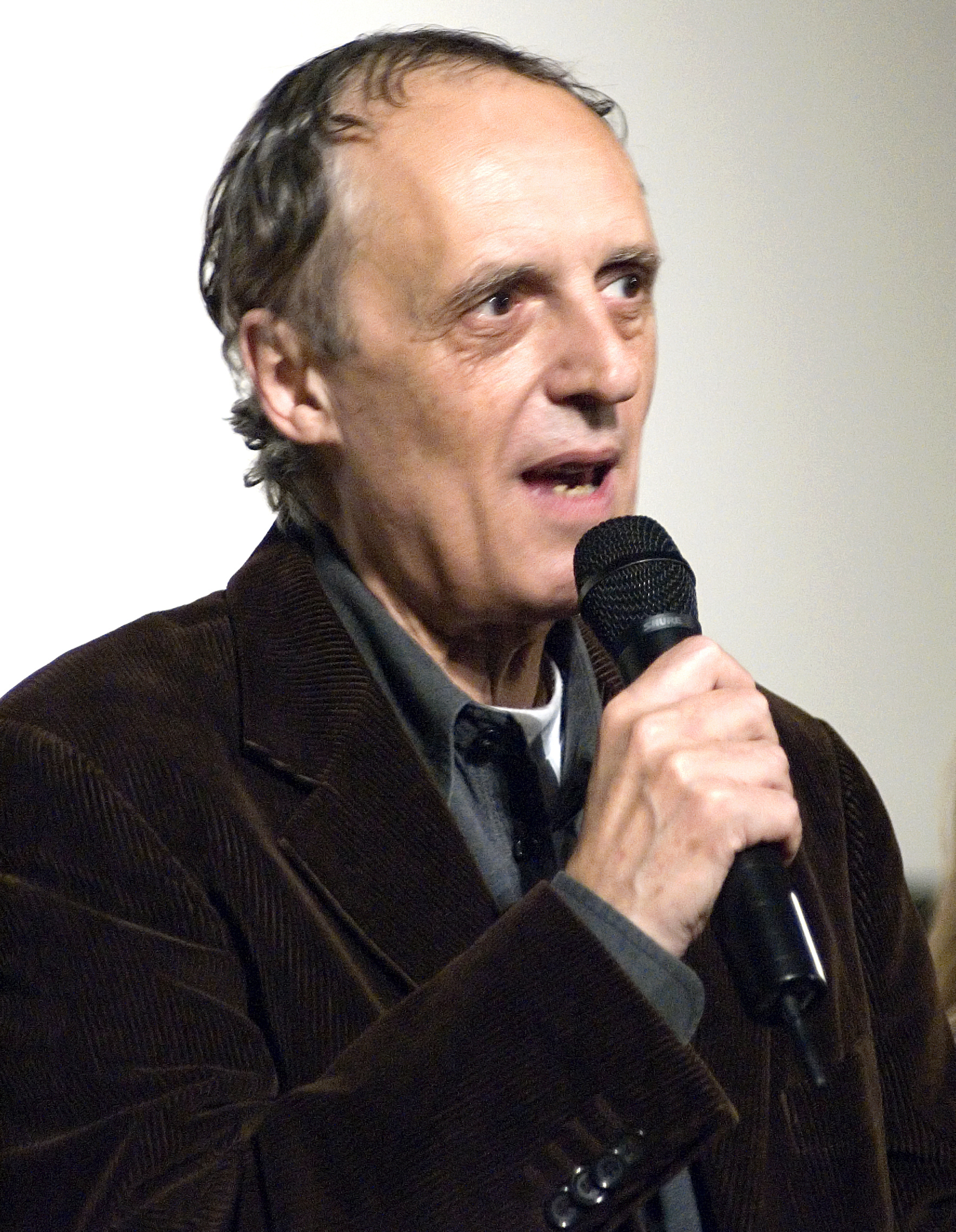
Дарио Ардженто на кинофестивале в Турине, 2006 год

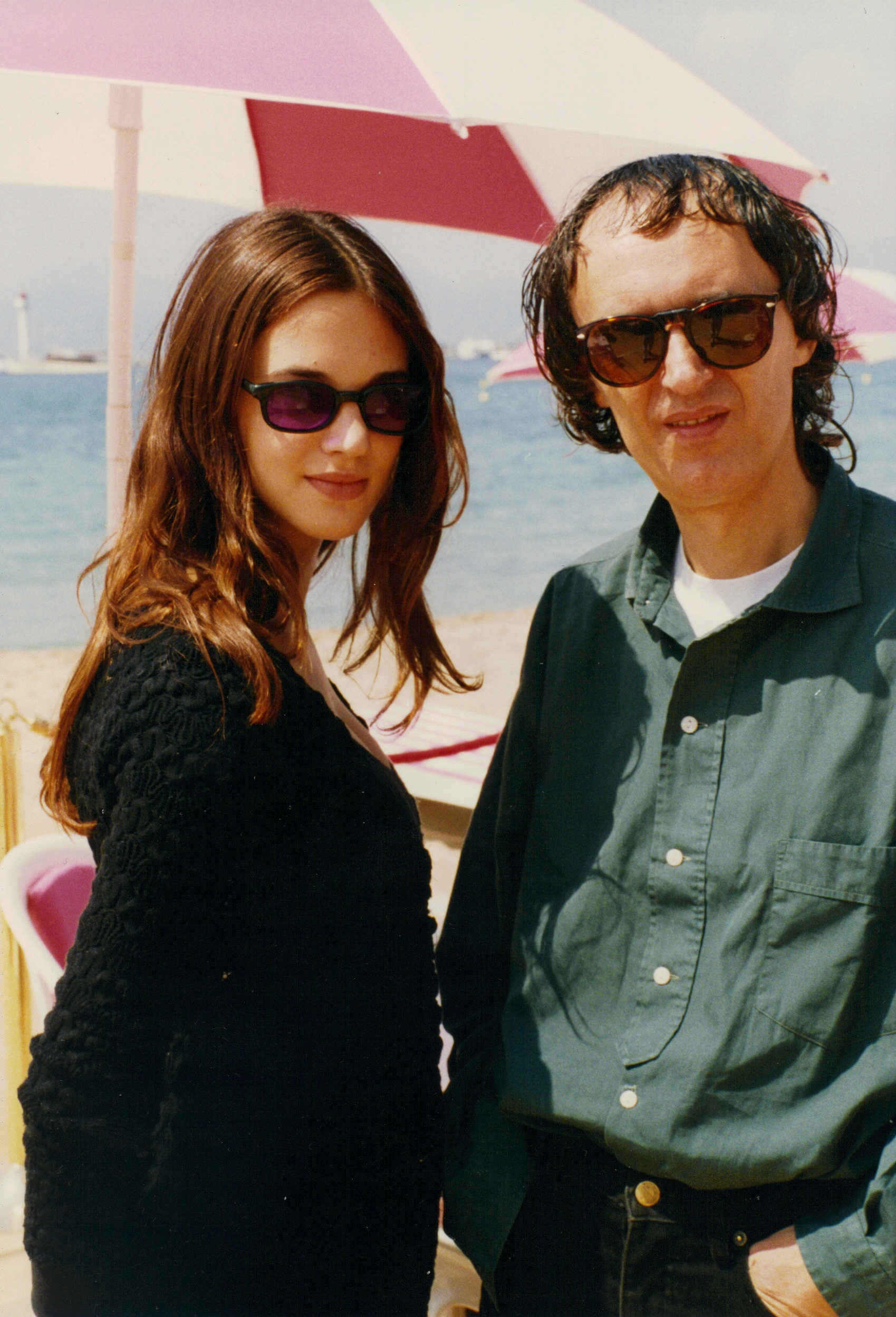
Дарио Ардженто с дочерью Азией в 1993 году.

## Фильмография
| Год  | Русское название                               | Оригинальное название фильма                     | Кто                                                                                  |
| ---- | ---------------------------------------------- | ------------------------------------------------ | ------------------------------------------------------------------------------------ |
| 1967 | Простите вы за или против?                     | Scusi, lei è favorevole o contrario?             | Актёр (священник — Priest), сценарист                                                |
| 1967 | Нас кто-то предал                              | Qualcuno ha tradito                              | Сценарист                                                                            |
| 1968 | Сегодня мне, завтра тебе                       | Oggi a me… domani a te!                          | Сценарист                                                                            |
| 1968 |                                                | Comandamenti per un gangster                     | Сценарист                                                                            |
| 1968 |                                                | Commandos                                        | Сценарист                                                                            |
| 1968 | Сексуальная революция                          | La Rivoluzione sessuale                          | Сценарист                                                                            |
| 1968 | Однажды на Диком Западе                        | C’era una volta il West                          | Сценарист                                                                            |
| 1968 | Герои не умирают никогда                       | Les Héros ne meurent jamais                      | Сценарист                                                                            |
| 1969 | Верёвка и кольт                                | Une corde, un Colt                               | Сценарист                                                                            |
| 1969 | Поужинай                                       | Metti una sera a cena                            | Сценарист                                                                            |
| 1969 | Вероятность ноль                               | Probabilità zero                                 | Сценарист                                                                            |
| 1969 | Легион грешников                               | La Legione dei dannati                           | Сценарист                                                                            |
| 1969 | Армия пяти человек                             | Un Esercito di cinque uomini                     | Сценарист                                                                            |
| 1969 | Сезон чувств                                   | La Stagione dei sensi                            | Сценарист                                                                            |
| 1970 | Птица с хрустальным оперением                  | L' Uccello dalle piume di cristallo              | Режиссёр, сценарист, актёр (руки убийцы — Murderer’s Hands, в титрах не указан)      |
| 1971 | Кошка о девяти хвостах                         | Il Gatto a nove code                             | Режиссёр, сценарист                                                                  |
| 1972 | Четыре мухи на сером вельвете                  | 4 mosche di velluto grigio                       | Режиссёр, сценарист                                                                  |
| 1972 |                                                | Così sia                                         | Сценарист                                                                            |
| 1972 | Дверь в темноту (эпизоды «Очевидец» и «Поезд») | Testimone oculare и Il tram                      | Режиссёр, продюсер, сценарист                                                        |
| 1973 | Пять дней                                      | Le cinque giornate                               | Режиссёр, сценарист, актёр (Bandaged man with Tranzunto, в титрах не указан)         |
| 1973 | Кукла                                          | La Bambola                                       | Продюсер                                                                             |
| 1975 | Кроваво-красное                                | Profondo rosso                                   | Режиссёр, сценарист, актёр (руки убийцы — Murderer’s Hands, в титрах не указан)      |
| 1977 | Суспирия                                       | Suspiria                                         | Режиссёр, сценарист, композитор, актёр (Narrator)                                    |
| 1978 | Рассвет мертвецов                              |                                                  | Консультант сценария, соавтор музыки                                                 |
| 1979 | Инферно                                        | Inferno                                          | Режиссёр, сценарист, актёр (Narrator, Murderer’s Hands, озвучка, в титрах не указан) |
| 1982 | Дрожь                                          | Tenebre                                          | Режиссёр, сценарист, актёр (Narrator, Murderer’s Hands, озвучка, в титрах не указан) |
| 1985 | Феномен                                        | Phenomena                                        | Режиссёр, сценарист, продюсер, актёр (Narrator, озвучка, в титрах не указан)         |
| 1985 | Демоны                                         | Demoni                                           | Сценарист, продюсер                                                                  |
| 1985 |                                                | Bellissimo: Immagini del cinema italiano         | Актёр (играет самого себя)                                                           |
| 1985 | Мир ужасов Дарио Ардженто (документальный)     | Il Mondo dell’orrore di Dario Argento            | Актёр (играет самого себя)                                                           |
| 1986 | Демоны 2                                       | Demoni 2… L’incubo ritorna                       | Сценарист, продюсер                                                                  |
| 1987 | Опера                                          | Opera                                            | Режиссёр, сценарист, продюсер, актёр (рассказчик, озвучка, в титрах не указан)       |
| 1987 | ТВ-шоу для дома мод Trussardi                  | Trussardi Action                                 | Режиссёр                                                                             |
| 1988 | Церковь                                        | La Chiesa                                        | Сценарист, продюсер                                                                  |
| 1988 | Детектив                                       | Gialla                                           | Продюсер                                                                             |
| 1990 | Два злобных взгляда (эпизод «Черный кот»)      | Due occhi diabolici                              | Режиссёр, сценарист, продюсер                                                        |
| 1991 |                                                | Dario Argento: Master of Horror                  | Актёр (играет самого себя)                                                           |
| 1991 | Секта                                          | La setta                                         | Сценарист, продюсер                                                                  |
| 1992 | Невинная кровь (один из эпизодов)              | Innosent blood                                   | Актёр (Paramedic)                                                                    |
| 1993 | Травма                                         | Trauma                                           | Режиссёр, сценарист, продюсер                                                        |
| 1995 | Остатки                                        | Il Cielo è sempre più blu                        | Актёр (Man Confessing To Fransiscan Monk)                                            |
| 1996 | Синдром Стендаля                               | La Sindrome di Stendhal                          | Режиссёр, сценарист, продюсер                                                        |
| 1997 | Восковая маска                                 | M.D.C. — Maschera di cera                        | Продюсер, сценарист                                                                  |
| 1998 | Призрак оперы                                  | Il Fantasma dell’opera                           | Режиссёр, сценарист                                                                  |
| 2000 | Пурпурная дива                                 | Scarlet Diva                                     | Продюсер                                                                             |
| 2000 |                                                | Fear, Panic & Censorship                         | Актёр                                                                                |
| 2000 |                                                | Deep Red 25th Anniversary                        | Актёр (играет самого себя)                                                           |
| 2000 | Без сна                                        | Non ho sonno                                     | Режиссёр, продюсер, сценарист                                                        |
| 2002 | Мастера ужасов (эпизод Дженифер)               | Masters of Horror                                | Режиссёр, актёр (играет самого себя)                                                 |
| 2003 | Игрок                                          | Il Cartaio                                       | Режиссёр, продюсер, сценарист                                                        |
| 2005 | Вы любите Хичкока?                             | Ti piace Hitchcock?                              | Режиссёр, сценарист                                                                  |
| 2006 |                                                | Tempus fugit                                     | Актёр                                                                                |
| 2006 | Мастера ужасов (эпизод Шкуры)                  | Pelts                                            | Режиссёр                                                                             |
| 2007 | Третья мать                                    | La Terza madre                                   | Режиссёр, продюсер, сценарист                                                        |
| 2008 |                                                | Dead On: The Life and Cinema of George A. Romero | Актёр (играет самого себя)                                                           |
| 2009 | Джалло                                         | Giallo                                           | Режиссёр                                                                             |
| 2012 | Дракула 3D                                     | Dracula 3D                                       | Режиссёр, продюсер, сценарист                                                        |
| 2022 | Тёмные очки                                    | Occhiali neri                                    | Режиссёр, продюсер, сценарист                                                        |

## Наследие
Дарио Ардженто снялся в посвящённом ему документальном фильме под названием «Мир ужасов Дарио Ардженто». Также существует итальянский комикс в жанре ужасов «Кроваво-красное». Существует также американский журнал о кино под названием «Deep Red». В 1976 году вышла книга «12 кровавых рассказов» под редакцией и с предисловием Дарио Ардженто. Издательство, выпустившее книгу, называлось так же, как и его фильм — «Кроваво-красное».